# Manfred Kaiser (Volleyballspieler)
Manfred Kaiser (* 1960) ist ein ehemaliger deutscher Volleyballspieler und -trainer. Er war 88-facher Nationalspieler.
Kaiser spielte bis 1982 Volleyball beim Regionalligisten TV Godesberg. Danach startete der Zuspieler seine Bundesliga-Karriere beim SC Fortuna Bonn. 1984//85 spielte er beim Lokalrivalen SSF Bonn und 1985//86 beim VBC Paderborn. Nach seiner Rückkehr zum SC Fortuna Bonn wurde er hier deutscher Vizemeister und gewann den DVV-Pokal. Bis zum Rückzug aus der Bundesliga 1992 blieb er dem Verein treu. Anschließend spielte Kaiser noch bis 2000 beim Zweitligisten SC Ransbach-Baumbach.
In den 2000er und 2010er Jahren war Kaiser Trainer der Männermannschaft des SSF Fortuna Bonn, mit denen ihm 2006 der Aufstieg in die zweite Bundesliga Nord gelang.